# Тревиранус, Готфрид
Го́тфрид Ре́йнхольд Тревира́нус (нем. Gottfried Reinhold Treviranus; 20 марта 1891 — 7 июня 1971) — немецкий политик времён Веймарской республики, министр транспорта.

## Биография
После службы в императорском флоте Германии, где он провёл 6 лет с 1912 по 1918 и дослужился до звания капитан-лейтенант, Тревиранус несколько семестров изучал сельское хозяйство после чего в 1921 году был назначен директором палаты сельского хозяйства в своём княжестве Липпе-Детмольд, которое к этому моменту стало свободным государством в составе Веймарской республики.
В 1924 году он уже в составе депутатов рейхстага от Немецкой национальной народной партии. В 1929 году он покидает ряды партии в знак протеста против нового курса лидера партии Альфреда Гугенберга, направленного на сближение с национал-социалистами. Выйдя из партии в 1930, Тревиранус создал собственную организацию — Народный консервативный союз, впоследствии слившийся с Консервативной народной партией. Целью было расторжение Веймарской коалиции центристов с СДПГ и проведение обширной реформы вместе с умеренными консерваторами для ослабления роли парламента в системе правления.

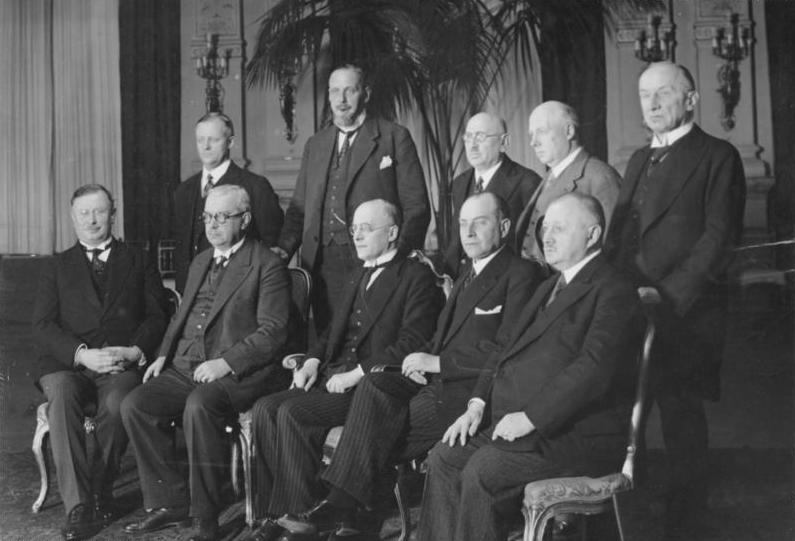
март 1930 г. Правительство Генриха Брюнинга.
Тревиранус в верхнем ряду, крайний слева.

В марте 1930 года Тревиранус вошёл в состав правительства Генриха Брюнинга в качестве министра без портфеля. Вскоре стартовала новая предвыборная кампания, в которой партия Тревирануса дебютировала с внешнеполитическим лозунгом о «немецкой борьбе за свободу» против «политических и экономических насильственных насаждений», ставя перед собой труднодостижимую цель добиться досрочного освобождения Рейнской области. В своём выступлении от 10 августа Тревиранус упомянул «неисцелённую рану на востоке, этом чахнувшем лёгком империи», намекнув тем самым на польский коридор, предсказал что будущее Польши неустойчиво без пересмотра границ. В самой Польше это истолковали как угрозу войны и даже начали сбор средств на строительство новой подводной лодки, которая бы называлась «ответ Тревиранусу». Но несмотря на эти национально-популистские высказывания, Консервативная народная партия провалила выборы в рейхстаг, собрав 14 сентября 1930 года меньше одного процента голосов избирателей и добившись всего четырёх мест в парламенте страны. Тревиранус, впрочем, остался в правительстве как имперский уполномоченный по помощи восточным территориям (Восточная Пруссия), а с 9 октября 1931 года по 30 мая 1932 года возглавлял имперское министерство транспорта во втором кабинете Брюнинга.
В дальнейшем, после прихода к власти нацистов, во время событий «Ночи длинных ножей», Готфрид Тревиранус, ярый противник Гитлера, едва избежал расправы. Увидев притормозившие перед его домом грузовики с эсэсовцами, он перепрыгнул через ограду и бежал за границу. Сперва - в Англию, затем перебрался в Канаду, где работал фермером. После 1945 он консультировал американские концерны при передаче заказов товарных кредитов в немецкие предприятия. В 1949 вернулся в Германию. Политической активности более не проявлял.